# ペドロ・ラモン
ペドロ・ラモン（Pedro Ramon、1550年 - 1611年8月）は、スペインのイエズス会宣教師。

## 経歴・人物
サラゴサに生まれ、1577年（天正5年）に同じイエズス会士だったポルトガル出身のディオゴ・デ・メスキータと共に来日する。その後は豊後の臼杵にて修練長等を歴任し布教活動を行い、1591年（天正19年）には肥前の雲仙にてセミナリヨの院長を務めた。1595年（文禄4年）には一度離日しマカオに移住するも、1599年（慶長4年）に再来日する。
再来日後は博多の住院上長となり、1611年（慶長16年）に長崎で死去するまで日本人の修道士育成や各地の布教活動、当時滞日していたイエズス会日本準管区長ペドロ・ゴメスがラテン語で著した『講義要綱』等の修養書の翻訳に携わった。